# 梁秉睿
梁秉睿（?—?），广西临桂人，清朝政治人物。同进士出身。
梁秉睿为乾隆元年（1736年）丙辰科进士。曾于乾隆十三年接替费应豫任龙岩州知州一职，乾隆十五年由奇灵阿接任。